# Renée Soum
Renée Soum, Saborau de naixement (Perpinyà, Rosselló, 14 de febrer de 1940) és una matemàtica i política nord-catalana, antiga diputada a l'Assemblea Nacional Francesa.

## Biografia
Treballà com a professora de matemàtiques a un institut d'ensenyament secundari. Militant del Partit Socialista (PS), a les eleccions legislatives franceses de 1981 i 1986 fou escollida diputada pels Pirineus Orientals, però en les de 1986 se'n varen usar un sistema de representació proporcional; va ser la primera diputada nord-catalana. Al maig del 1986 defensà la creació d'una llicenciatura de català amb francès com a llengua estrangera, per a poder contrarestar l'ensenyament de l'anglès a la Catalunya Sud en detriment de la del francès. Era membre de l'executiva del PS quan fou candidata a les eleccions europees de 2004 i es presentà encara novament a les eleccions legislatives franceses de 2007, però fou derrotada per la candidata dretana Arlette Franco.
El 2001 va fundar el "Groupe d'Études Sociétales et d'Actions" (GESA), una ONG amb l'objectiu de promoure els intercanvis i activitats per a promoure els valors universals de la República: llibertat, igualtat, fraternitat, solidaritat i laïcisme.
Al 25 de gener del 2001 va ser distingida amb la Legió d'Honor en el grau de cavaller, i al 29 de març del 2013 va ser ascendida al grau d'oficial.

## Obres
- Soum, Renée. Une si longue marche.  Cabestany: Le Temple d'Or, 2006. ISBN 9782915746082.[Enllaç no actiu]